# Würgauer Haus
Das Würgauer Haus ist eine Schutzhütte der Sektion Bamberg des Deutschen Alpenvereins (DAV). Sie liegt auf der Fränkischen Alb in Deutschland. Es handelt sich um eine Selbstversorgerhütte ohne Bewirtschaftung.

## Geschichte
Die Sektion Bamberg wurde am 26. Oktober 1886 in Bamberg als Sektion Bamberg des Deutschen und Österreichischen Alpenvereins gegründet. Das Würgauer Haus am Rand der Fränkischen Schweiz, eine Selbstversorger-Unterkunft für Kletterer und Wanderer, wurde im Jahr 1935 eingeweiht. Nach dem Zweiten Weltkrieg wurde das Haus konfisziert und zeitweise mit Heimatvertriebenen belegt. 1967 wurde ein Anbau mit WC-Trakt errichtet und die Hütte modernisiert. Im Jahr 2005 wurde das Haus generalsaniert.

## Lage
Das Würgauer Haus, liegt auf einer Höhe von 440 m ü. NHN in der Fränkischen Schweiz, bei Würgau.

## Zustieg
- Es existiert ein Parkplatz vor dem Würgauer Haus.[3]

## Nachbarhütten
- Enzianhütte der Sektion Hof
- Jura-Hütte der Sektion Coburg[4]

## Tourenmöglichkeiten
- Rundwanderung Würgau-Scheßlitz, 11,9 km, Gehzeit 3,15 Std.[5]

## Klettermöglichkeiten
- Würgauer Nadel, Höhe 10 m. Die Kletteranlage verfügt über 3 Routen, bis zum 5.+ Schwierigkeitsgrad
- Würgauer Wand, 20 m. Die Kletteranlage verfügt über 7 Routen, bis zum 8.+ Schwierigkeitsgrad[6]

## Karten
- Fritsch Karten: Nr. 65, Naturpark Fränkische Schweiz. ISBN 3-86116-065-X
Nr. 53, Blatt Süd, Veldensteiner Forst, Hersbrucker Alb. ISBN 3-86116-053-6
Nr. 72, Hersbrucker Alb in der Frankenalb, Pegnitz- und Hirschbachtal. ISBN 3-86116-072-2.